# Obra
Die Obra ist ein 164 Kilometer  langer linker Nebenfluss der Warthe in der polnischen Woiwodschaft Großpolen. Sie entspringt südlich von Jarocin (Jarotschin)  und mündet bei Skwierzyna (Schwerin an der Warthe) in die Warthe. Zum Oberlauf der Warthe besteht eine Verbindung über den 25,7 Kilometer langen Moschiner Kanal, der bei der Stadt Mosina (Moschin)  abzweigt.
|  |

An der Obra liegen die Städte Krzywiń (Kriewen), Kościan (Kosten), Zbąszyń (Bentschen), Trzciel (Tirschtiegel), Międzyrzecz  (Meseritz) und Skwierzyna (Schwerin).
In der Zeit zwischen den beiden Weltkriegen folgte die deutsch-polnische Grenze ungefähr der Seenkette des Mittellaufs.